# 子供たちに残したい 美しい日本のうた
子供たちに残したい 美しい日本のうた（こどもたちにのこしたいうつくしいにほんのうた）は、2017年4月8日からBS朝日で毎週土曜日の午前11時から放送されている、童謡・唱歌を主としたファミリー向け音楽紹介番組。ナレーターは小宮悦子。

## 概要
古くから長く愛され広く歌い継がれてきた童謡・唱歌を、ナレーターによる解説を交えながらそれらの曲のゆかりのある地で合唱していく。
また、音楽アドバイザーとして千住明が担当する。
2021年12月に編集された名作選DVD3部が発売された。
2021年12月26日の夜9時から11時まで特別企画の2時間スペシャルが放送され、ゲストとして坂本冬美、由紀さおり、南こうせつなどがやってきた。

## 主な出演者
出演頻度の多い者をあげる。
- 東混ゾリスデン
- びわ湖ホール声楽アンサンブル
- えびな少年少女合唱団
- 藤木大地
- 村方乃々佳（2021年 - ）